# Retour vers le futur (trilogie)
Pour les articles homonymes, voir Retour vers le futur (homonymie).
 Pour plus de détails, voir Fiche technique et Distribution

Retour vers le futur (en anglais : Back to the Future) est une trilogie cinématographique écrite par Bob Gale et Robert Zemeckis, réalisée par ce dernier et dont les différents volets sont sortis respectivement en 1985, 1989, 1990.
Elle raconte les aventures d’un lycéen, Marty McFly (Michael J. Fox) et d’un scientifique, le docteur Emmett Brown (Christopher Lloyd) qui voyagent à travers le temps à l’aide d'une DeLorean modifiée.

## Fiche technique
| Titre                   | Retour vers le futur (1985)                        | Retour vers le futur 2 (1989)                      | Retour vers le futur 3 (1990)                      |
| ----------------------- | -------------------------------------------------- | -------------------------------------------------- | -------------------------------------------------- |
| Titre original          | Back to the Future                                 | Back to the Future, Part II                        | Back to the Future, Part III                       |
| Réalisateur             | Robert Zemeckis                                    | Robert Zemeckis                                    | Robert Zemeckis                                    |
| Scénaristes             | Robert Zemeckis et Bob Gale                        | Robert Zemeckis et Bob Gale                        | Robert Zemeckis et Bob Gale                        |
| Producteurs             | Neil Canton (en) et Bob Gale                       | Neil Canton (en) et Bob Gale                       | Neil Canton (en) et Bob Gale                       |
| Producteur(s) exécutifs | Steven Spielberg, Frank Marshall, Kathleen Kennedy | Steven Spielberg, Frank Marshall, Kathleen Kennedy | Steven Spielberg, Frank Marshall, Kathleen Kennedy |
| Monteur                 | Harry Keramidas et Arthur Schmidt                  | Harry Keramidas et Arthur Schmidt                  | Harry Keramidas et Arthur Schmidt                  |
| Photographie            | Dean Cundey                                        | Dean Cundey                                        | Dean Cundey                                        |
| Musique                 | Alan Silvestri                                     | Alan Silvestri                                     | Alan Silvestri                                     |
| Sortie                  | 3 juillet 1985                                     | 20 novembre 1989                                   | 25 mai 1990                                        |
| Sortie                  | 30 octobre 1985                                    | 20 décembre 1989                                   | 18 juillet 1990                                    |
| Durée                   | 118 minutes                                        | 108 minutes                                        | 113 minutes                                        |
| Budget                  | 19 000 000 $                                       | 40 000 000 $                                       | 40 000 000 $                                       |
| Genre                   | Science-fiction                                    | Science-fiction                                    | Science-fiction                                    |
| Distributeur            | Universal Pictures                                 | Universal Pictures                                 | Universal Pictures                                 |

## Distribution
| Personnages                | Retour vers le futur (1985) | Retour vers le futur 2 (1989)               | Retour vers le futur 3 (1990) |
| -------------------------- | --------------------------- | ------------------------------------------- | ----------------------------- |
| Marty McFly                | Michael J. Fox              | Michael J. Fox                              | Michael J. Fox                |
| Emmett « Doc » Brown       | Christopher Lloyd           | Christopher Lloyd                           | Christopher Lloyd             |
| Clara Clayton              |                             |                                             | Mary Steenburgen              |
| Biff Tannen                | Thomas F. Wilson            | Thomas F. Wilson                            | Thomas F. Wilson              |
| Lorraine Baines            | Lea Thompson                | Lea Thompson                                | Lea Thompson                  |
| Dave McFly                 | Marc McClure                | (scène coupée, n'apparaît pas au générique) | Marc McClure                  |
| Linda McFly                | Wendie Jo Sperber           |                                             | Wendie Jo Sperber             |
| George McFly (père)        | Crispin Glover              | Jeffrey Weissman                            | Jeffrey Weissman              |
| Jennifer Parker            | Claudia Wells               | Elisabeth Shue                              | Elisabeth Shue                |
| Gerald Strickland          | James Tolkan                | James Tolkan                                |                               |
| James Strickland           |                             |                                             | James Tolkan                  |
| Match                      | Billy Zane                  | Billy Zane                                  |                               |
| Skinhead                   | Jeffrey Jay Cohen           | Jeffrey Jay Cohen                           |                               |
| 3-D                        | Casey Siemaszko             | Casey Siemaszko                             |                               |
| Bufford « Molosse » Tannen |                             |                                             | Thomas F. Wilson              |
| Douglas Needles            |                             | Flea                                        | Flea                          |

## Synopsis

### Première partie
Le 25 octobre 1985, Marty McFly, adolescent ordinaire âgé de 17 ans, vivant à Hill Valley (ville fictive de Californie probablement située dans le Marin County près de San Francisco), découvre l’existence d’une machine à voyager dans le temps, construite par son ami le docteur Emmett Brown, sous la forme d’une voiture (une DeLorean). À la suite d'une fusillade, Marty, prenant la fuite à bord de la DeLorean, se retrouve accidentellement projeté en novembre 1955. Il cherchera un moyen de regagner 1985. Mais sa présence dans une époque où il n’est pas encore né a déjà menacé sa propre existence…

### Deuxième partie
Octobre 1985. Alors qu’il s’apprête à partir camper avec sa copine Jennifer, Marty McFly reçoit la visite surprise de son ami Doc, revenu d’un voyage temporel au XXIe siècle. Il convainc Marty de la nécessité de l’accompagner en 2015 pour secourir sa descendance… Dans ce futur, Marty découvrira un Hill Valley avec une technologie omniprésente. En apprendre sur son propre avenir peut se révéler très dangereux...

### Troisième partie
À la fin du deuxième volet, après la désintégration de la DeLorean dans un éclair, Marty McFly s’est retrouvé coincé en novembre 1955. Il y reçoit une lettre de Doc lui indiquant qu’il vit désormais dans le Hill Valley de 1885, en plein Far West (l’accident temporel l’ayant conduit à cette époque). Il a caché la DeLorean dans une grotte, pour permettre à Marty, en 1955, d’aller déterrer la voiture et de regagner son époque. Cependant, Marty découvre que Doc va être tué une semaine après l’envoi de la lettre. Il rejoint alors son ami dans le vieux Far West pour le sauver…

## Analyse des paradoxes
(octobre 2015).
 (novembre 2022).
- Si vous ne connaissez pas le sujet, laissez ce bandeau (vous pouvez alors contacter les auteurs).
- Si vous supprimez le contenu mis en cause (vous pouvez préalablement contacter les auteurs),

argumentez précisément cette suppression dans la page de discussion
(un manque de référence n'est pas un argument ; une recherche réelle de référence doit avoir été effectuée, être formellement documentée).
Inspirée de l'œuvre de René Barjavel, Le Voyageur imprudent, qui le premier pose le paradoxe récursif, la trilogie met bien en exergue et d'une façon comique deux paradoxes :
Le héros tue son grand-père en voulant tuer Napoléon. Si le grand-père est mort, le héros ne peut pas naître, donc ne peut pas tuer son grand-père, qui donc vivra, mais qui aura un petit-enfant, qui le tuera, etc.
Les deux paradoxes temporels les plus courants sont le paradoxe du grand-père et le paradoxe de l'écrivain. Tandis que le premier crée une situation insoluble, le second crée une boucle de causalité. La saga fournit des exemples assez intéressants de ces deux types de paradoxes. En outre, des personnages sont souvent présents en plusieurs exemplaires.

### Paradoxe du grand-père
Lorsque Doc parle de « paradoxe » au cours de la trilogie, il fait allusion au paradoxe du grand-père et prétend que ce dernier peut entraîner la destruction de l’Univers. Dès lors, il manœuvre habilement, tout au long de la saga, pour empêcher ce paradoxe de se produire. Cinq exemples peuvent illustrer cette affirmation :
- Dans le premier volume, Marty empêche ses parents de se rencontrer. Doc ordonne alors à Marty, sous peine d’ailleurs qu’il n’existe plus dans cette réalité altérée, de rétablir la situation en provoquant un flirt entre ses parents.
- Le matin du 12 novembre 1955, Doc et Marty débarquent pour récupérer l’Almanach des sports. Doc demande à Marty d’attendre que le vieux Biff ait remis le livre au jeune Biff pour intervenir. En effet, si le vieux Biff voit que son objectif n’est pas atteint, il ne ramènera pas à temps la DeLorean dans le futur. Or, c’est cet exemplaire de la DeLorean qui, en 2015, permet à Doc et Marty de retourner vers le passé (1985, puis 1955). Si la DeLorean ne revient pas en 2015, les deux personnages sont bloqués dans le futur, et ne peuvent pas se rendre en 1955. Dans un tel cas, aucun obstacle ne se dresse à la remise de l’Almanach au jeune Biff et le vieux Biff ramène la DeLorean dans le futur. En attendant que le vieux Biff soit reparti dans le futur, Marty évite un terrible paradoxe.
- Le soir du 12 novembre 1955, les copains de Biff sont à la poursuite de Marty (appelons-le « Marty numéro deux ») qui a dérobé l’Almanach. En entrant dans le gymnase, ils aperçoivent l’autre Marty, le numéro un, en plein concert de guitare sur la scène. Ils prévoient alors de s’en prendre à lui. Doc donne alors pour instruction à Marty numéro deux d’empêcher par tous moyens cette agression. En effet, si Marty numéro un est agressé, il ne sera pas en état de rejoindre la DeLorean et de profiter de l’éclair de 22 h 4 qui doit le ramener en 1985. Dès lors, il ne réintègre pas son époque, du moins pas avant longtemps. Il ne peut pas vivre la suite des aventures, celles du volume no 2 (2015, 1985 modifié, puis 1955). Alors il ne peut pas dérober l’Almanach à Biff, et ses acolytes n’ont aucune raison particulière de s’en prendre à Marty, lequel peut alors rejoindre 1985. Et ainsi de suite, ce paradoxe n’ayant aucune solution. C’est pourquoi Marty numéro deux empêche l’agression de Marty numéro un en neutralisant les copains de Biff.
- Le soir du 12 novembre 1955, peu après 22 heures, la foudre tombe sur la DeLorean dans laquelle se trouve le doc. Emmett Brown de 1985. Quelques secondes seulement après l’accident, Marty reçoit une lettre datée du 1er septembre 1885, dans laquelle Emmett Brown lui annonce qu’il vit dans le vieux Far West. Cette lettre a donc été conservée pendant soixante-dix ans. Emmett Brown a écrit une heure et une minute précise pour que la lettre soit remise à Marty. « Si mes calculs sont exacts, tu recevras cette lettre tout de suite après avoir vu la foudre tomber sur la DeLorean. » S'il mentionnait une date postérieure, aucun paradoxe n’est encouru mais le risque est que la lettre ne parvienne jamais à son destinataire, ne sachant pas où Marty va résider dans une époque qui n’est pas la sienne. Si la lettre lui était remise avant cet instant, cependant, le paradoxe du grand-père était encouru. Par exemple, si Marty prenait connaissance de la lettre dans l’après-midi du 12 novembre 1955, il aurait le temps d’informer Doc de l’accident temporel dont il va être victime peu avant 22 heures le soir même. Doc prendrait alors les mesures nécessaires pour que cet accident ne survienne pas ; mais alors la lettre n’aurait plus aucune origine, et le paradoxe aurait lieu. Bien sûr, l’écrivain de la lettre pouvait interdire à Marty d’informer son homologue plus jeune de la situation, mais Marty a montré dans le volume précédent qu’il faisait primer la sécurité de son ami sur les risques de paradoxe. Le moment de remise de la lettre est donc précisément indiqué : assez tard pour qu’aucun paradoxe n’existe, et assez tôt pour que Marty ne s’inquiète pas.
- Apprenant que le savant va être tué six jours après le dépôt de la lettre à la Western Union, Marty prend la décision d’aller sauver son ami. Le Doc de 1955 règle alors le tableau de la DeLorean sur le 2 septembre 1885. Pourquoi cette date, située seulement cinq jours avant sa mort, ce qui laisse peu de temps à Marty pour le localiser ? La DeLorean aurait permis à Marty d’arriver plus tôt, d’autant plus que Doc est dans cette époque depuis le 1er janvier 1885 ; Marty aurait alors eu un timing moins serré. Cependant, Emmett n’a écrit la lettre que le 1er septembre 1885. S’il voit Marty débarquer avant cette date, il n’écrira pas la lettre. Or, c’est cette lettre qui a informé Marty de sa présence dans le Far West. Comment, en l’absence de lettre, Marty aurait-il pu savoir ? S'il ne sait pas, il ne voyagera pas en 1885, et la lettre sera alors écrite. Un dangereux paradoxe est encouru. C’est pourquoi le jeune Doc Brown, déjà spécialiste de la question trente ans avant l’invention de la machine, envoie Marty à une date postérieure au dépôt de la lettre.

### Paradoxe de l'écrivain
Au contraire, les paradoxes de l’écrivain abondent : 
- Dans le bar où Marty se rend juste après son arrivée le 5 novembre 1955, il y rencontre le futur maire Goldie Wilson, alors simple homme de ménage, et informe accidentellement celui-ci de sa destinée. C’est donc Marty qui a donné à Goldie Wilson l’idée de se lancer dans une carrière politique à Hill Valley, mais il ne l'a fait que parce qu'en 1985 Goldie Wilson était déjà maire. Il n’y a donc pas de cause à cet événement.
- L'illustration la plus connue est la scène où on entend la chanson « Johnny B. Goode ». Marty fait découvrir aux jeunes de 1955 « un bon vieux rock, bien rétro », qui ne sera écrit qu'en 1958. Pendant sa prestation, Marvin Berry téléphone à son cousin Chuck pour lui faire découvrir « un son nouveau ». Ainsi, Chuck Berry ne deviendra célèbre qu'en ayant repris la chanson, et non en l'ayant composée lui-même. Cette chanson n'a donc, dans la saga, jamais été écrite.
- Lors de son voyage en 1955, le jeune McFly se présente à ses futurs parents sous son vrai prénom, Marty. Quand il leur fait ses adieux, juste avant de regagner l'année 1985, sa mère dit : « Marty, c'est un si joli prénom ». C'est donc grâce à lui que Lorraine et Georges ont ensuite prénommé leur troisième enfant « Marty ». Le fait, donc, que Marty porte ce prénom, est dépourvu de cause (ce paradoxe n'en est pas un, puisque Marty a été appelé ainsi d'après son arrière-arrière-grand-oncle mentionné par Seamus dans le troisième film).
- Dans le troisième épisode, lorsque Marty retourne en 1885 et qu'il se retrouve à sec parce que son réservoir est percé, une des pistes de solution envisagées devrait être de prendre l'essence dans l'autre DeLorean, celle qui est enfouie dans la mine et qui avait accidentellement amené Doc en 1885 à la fin du second opus. Autrement dit, il devrait à ce moment y avoir deux fois la DeLorean dans l'histoire: celle avec laquelle Doc s'est rendu en 1885 une première fois, qui est celle-là même qui a permis à Marty de faire le voyage à son tour (et a ensuite été cachée dans la grange de Doc). Dès lors, il serait possible d'envisager de siphonner le réservoir de la première DeLorean pour remplir la seconde. Toutefois, on peut envisager que Doc ait exclu cette hypothèse parce qu'il s'agit de la "même" voiture. Toute interaction entre les deux véhicules (qui ne sont en fait que le même revenu plusieurs fois à la même date) peut créer un paradoxe. Il y aurait donc eu un risque à prendre, bien que l'utilisation de la locomotive n'était pas plus inoffensive.

Un mécanicien remarquera que si Doc a caché la voiture dans l'intention de la stocker pendant 70 ans, il en a probablement siphonné tout le réservoir afin d'éviter les risques de corrosion qui auraient gravement abîmé la voiture pour Marty en 1955.

### Dédoublement de personnages
Le voyage dans le temps engendre des copies des personnages. Le même individu se trouve en deux exemplaires. Trois cas peuvent être distingués :  
- Le voyageur visite une période à laquelle il a vécu ou va vivre : par exemple, dans le premier volet, le 26 octobre 1985, deux Marty cohabitent pendant 11 minutes, entre 1h24 heure de retour de la DeLorean, et 1h35, heure de son départ pour le passé. Marty peut donc assister à son propre départ dans le temps. De plus, dans le deuxième volet, Marty jeune est à quelques mètres de son double plus vieux en 2015, Jennifer et lui vont jusqu'à se rencontrer ; ou encore le jeune Doc de 1955 demande au vieux Doc de lui fournir un outil pendant la préparation d'une prétendue expérience météo.
- Autre cas, encore plus étrange : le voyageur visite deux fois la même époque. Marty se rend une première fois, par accident, en novembre 1955 dans le premier volet ; il y retourne dans le second pour récupérer l'almanach : il sauvera alors son double d'une agression des acolytes de Biff qui aurait pu entraîner un paradoxe temporel.
- Dans le 1985 alternatif, l'on peut supposer le dédoublement de Doc et Marty ; car Marty est censé être dans un pensionnat en Suisse, et Doc interné dans un asile psychiatrique. Il est alors probable que dans cette réalité Doc et Marty ne se connaissent pas, ou, a fortiori qu'ils ne sont pas amis. Ce qui insinue que la machine à voyager dans le temps n'a peut-être jamais été construite.

C'est la DeLorean qui, ce qui s'explique par sa nature de machine à voyager dans le temps, se retrouve très souvent en plusieurs exemplaires au cours de la trilogie :
- Dans le premier volet, deux DeLorean cohabitent le 26 octobre 1985 entre 1h24 et 1h35. La première revient du passé, tandis que la seconde y part.
- Dans le deuxième volet, quatre DeLorean cohabitent le 12 novembre 1955. L'une permet au Marty du premier opus de regagner son époque, le soir à 22 h 4. La deuxième a été emmenée par le vieux Biff pour se remettre l'almanach à lui-même. La troisième a transporté Doc et Marty qui interviennent pour récupérer l'almanach. La dernière est enterrée dans une mine depuis soixante-dix ans : elle permettra à Marty de se rendre, le lendemain, dans le vieux Far West.
- Dans le troisième volet, deux DeLorean cohabitent du 2 au 7 septembre 1885. La première a transporté Doc au 1er janvier 1885, et la seconde, Marty, au 2 septembre de la même année. Cette dernière disparaitra le 7 septembre 1885, ramenant Marty à son époque.

### Logique de continuité
- Dans l'épisode 2 se produit ce qu'on pourrait prendre pour une importante erreur de scénario : quand le vieux Biff retourne en 1955 pour donner l'almanach au jeune Biff. Il modifie le futur à ce moment-là, et donc, normalement, quand il retourne en 2015, il devrait arriver dans son futur modifié et non le 2015 de départ où il est un vieil homme qui n'a rien. Or, il revient bien dans le même futur que celui où se trouvent encore Doc et Marty, qui récupèrent d'ailleurs la DeLorean sans se rendre compte de sa subtilisation. Cette bizarrerie apparente est en fait le prémisse de l'échec de Biff (pas assez documenté sur le sujet pour s'en rendre compte), et anticipe les actions qu'entreprendront Doc et Marty avec succès en 1955 pour annuler sa modification. L'erreur serait plutôt dans le fait que, en remontant le temps juste après le retour du vieux Biff, Doc et Marty atteignent le 1985 chaotique qu'il a ainsi créé, et non le 1985 de leur propre ligne spatio-temporelle (où tout va bien). Cette contradiction vient peut-être d'un « bug spatio-temporel », assimilable à une « licence scénaristique », qui était nécessaire pour que Doc et Marty se rendent compte de la modification du vieux Biff, et entreprennent donc les actions qui l'annuleront, permettant ainsi au vieux Biff de revenir dans le même 2015 que celui où ils se trouvaient, et leur rende ainsi a posteriori la DeLorean, qui permettra in fine à Marty de revenir, à la fin de la saga, dans son 1985 originel, afin de garder la continuité des évènements intacte (Marty ne pourrait pas exister en 2015 si Biff avait vraiment réussi, car cela aurait empêché Marty de revenir à son époque depuis son 2015 en faisant disparaître la DeLorean, perdue dans un 2015 alternatif, et donc rendrait impossible son existence, son mariage et sa progéniture ; ce qui contredirait ainsi les évènements du second opus, où l'on voit que Marty existe en plus âgé, et a effectivement fondé une famille). La cohérence de l'histoire est ainsi conservée.

Cependant, il faut aussi savoir que la scène est coupée : lorsqu'on voit le vieux Biff revenir avec la DeLorean, il disparait par la suite, comme Marty dans le premier film, quand ses parents ne sont pas ensemble (la scène est visible dans les suppléments du DVD), ce qui pose l'hypothèse que le 2015 initial aurait été altéré alors que Doc et Marty s'y trouvaient encore. Même si cela paraît peu vraisemblable, cela resterait dans l'esprit du film, où l'on voit que le futur est, à plusieurs reprises, altéré simultanément aux modifications faites dans le passé (telle la disparition progressive de la fratrie de Marty sur la photographie dans le premier film, et la disparition soudaine des mots "You are fired" ("Vous êtes viré") de la feuille de renvoi adressée au Marty de 2015, à la fin du troisième opus). D'ailleurs, Doc conclut à cet instant que nous sommes les seuls maîtres de notre avenir. Le cours de l'Histoire ne saurait être fixé.

## Récurrences
- Dans chaque film, Marty se fait tirer dessus, mais par chance, il esquive. Dans le premier, par un Libyen et lors de son arrivée en 1955 par le vieux Peabody. Dans le second, par les gangsters qui veulent tuer Strickland et par Biff. Dans le troisième par Buford "Molosse" Tannen, après l'avoir appelé "Molosse" et lors de son combat contre lui (Marty portait un gilet pare-balles).
- L'expression récurrente de Marty (dans la version française) est « C'est pas le pied ! ». Celle du Doc est « Nom de Zeus ! ». Ces répliques sont entendues régulièrement tout au long des trois films. Il est à noter que dans une scène du troisième film, Doc et Marty échangeront ces deux répliques, ainsi Marty dira « Nom de Zeus ! » et Doc rétorquera « Je sais, c'est pas le pied ! ».
- Dans chacun des trois films, un membre de la famille Tannen se fait recouvrir de fumier. Dans le premier et le deuxième, il s'agit de Biff et dans le troisième, c'est son ancêtre Bufford.
- Dans chacun des trois films, un Tannen maltraite un McFly. En 1955 et 1985, Biff exploite et maltraite George, de la même manière qu'en 2015, Griff, petit-fils de Biff, tente d'utiliser Marty Junior, petit-fils de George, pour un mauvais coup. En 1885, Bufford Tannen maltraite également Seamus McFly.
- Dans le premier volet, lorsque le Doc de 1955 fait ses adieux à Marty, il lui dit « Rendez-vous dans trente ans ». Dans le troisième opus, il lui dit « Rendez-vous dans le futur ».
- Les problèmes de conjugaison posés par les voyages dans le temps sont abordés. En effet, le futur d'un personnage peut se situer dans le passé, et inversement :
  - Dans le second volet, dans le 1985 alternatif, Marty s'aperçoit qu'il est responsable de l'altération de la réalité, et Doc le réconforte en disant « C'est du passé ». Marty rétorque par « Du futur vous voulez dire ». En effet, c'est en 2015 que le vieux Biff s'est emparé de l'Almanach.
  - Dans le deuxième film, les deux exemplaires de Doc Brown discutent ensemble le soir du 12 novembre 1955. À l'issue de la conversation, le jeune Doc dit « On ne sait jamais, peut être qu'on se rencontrera un jour futur », et le vieux Doc ajoute, de manière que l'autre ne l'entende pas, « Ou un jour passé ».
  - Dans le troisième opus, lorsque Marty grimpe dans la DeLorean le 13 novembre 1955, pour rejoindre le Far West, le jeune Doc lui dit « Rendez-vous dans le futur », et Marty réplique « Dans le passé vous voulez dire ». Marty rejoint l'année 1885, donc soixante-dix ans plus tôt que l'époque où il se trouve au début du film, et pourtant c'est un Doc plus vieux de trente ans qu'il va retrouver à cette époque.
- L'utilisation d'un gilet pare-balles est un élément récurrent des trois films. Cet objet sauve le Doc dans le premier film et Marty dans le troisième. Dans le deuxième, on le voit dans le film que regarde Biff dans le 1985 alternatif, Pour une poignée de dollars (avec Clint Eastwood, nom que prendra Marty dans son aventure au Far West) et toujours dans le 1985 alternatif, par Mr Strickland pour se protéger des attaques de certains groupes de jeunes punks armés (des gangs de fusillade au volant) qui essayent de tuer certains résidents, dont Mr Strickland.
- La DeLorean a des problèmes de fonctionnement (manque d'énergie pour voyager dans le temps, panne des circuits temporels, réservoir percé). L'intrigue du premier film et du troisième est même relativement similaire. La DeLorean ne peut pas fonctionner dans le passé, et il s'agit d'exploiter un élément externe à la machine (le train en 1885, la foudre en 1955) à un moment précis, pour permettre à Marty de regagner son époque.
- Il y a toujours une poursuite relativement similaire entre Marty et Tannen (ou ses descendants ou ancêtres) dans les 3 films. Dans ces poursuites, Marty est mis en difficulté mais finit à chaque fois par s'en sortir de justesse.
- Un skateboard (planche à roulettes) est utilisé dans les trois films. Créé à partir d'une caisse par Marty dans le premier film, un skateboard à lévitation futuriste appelé hoverboard servira à Marty dans le second film et à Doc dans le dernier.
- Dans chaque film, Marty se réveille, après s'être évanoui, dans une pièce où il y a sa mère (ou quelqu'un qu'il prend pour sa mère) :
  - 1er film : c'est sa mère en plus jeune.
  - 2e film : dans le 1985 alternatif, c'est sa mère mariée à Biff et ayant quelque peu grossi.
  - 3e film : c'est une ancêtre du côté de son père ressemblant étrangement à sa mère (même actrice).
- Et dans chaque cas, Marty commence par dire « J'ai fait un horrible cauchemar », et cette femme lui répond « C'est fini. Nous voilà revenus dans...
  - 1er film : ... notre bonne vieille année 1955. »
  - 2e film : ... notre bon vieux vingt-septième étage. »
  - 3e film : ... notre bonne vieille ferme McFly. »
- À plusieurs reprises lors de la trilogie, quand Marty traverse une rue à Hill Valley, il manque de se faire renverser.
- Dans le premier film et le troisième, alors que Doc est en train d'expliquer à Marty comment la DeLorean va retourner vers le futur, une femme fait irruption. Dans le premier volet, en 1955, c'est Lorraine qui a suivi Marty car elle souhaite que ce dernier l'invite au bal. Dans le troisième, c'est Clara qui, en 1885, souhaite demander un service à Doc. Dans les deux cas, Doc ordonne à Marty de cacher la machine à voyager dans le temps, avant que la personne n'entre dans la pièce.
- Au moins une partie de l'action de chaque film se passe en 1955 et une autre en 1985. La scène du 12 novembre 1955 où la DeLorean emportant Marty vers 1985 est frappée par la foudre peut être vue dans la trilogie. Dans le premier, elle fait partie éminente de l'action du volet; dans le second, elle est la conclusion de l'opus, et elle sert de scène d'introduction au troisième film.
- Dans la version française, l'expression « retour vers le futur » n'est jamais employée par les personnages. Ils disent « vers le futur », « retour du futur » ou encore « retourner vers le futur » mais jamais le fameux titre de la trilogie. En anglais, il est utilisé car « Back to the future » peut être traduit en « retourner vers le futur » ou « retour vers le futur ».

## Autres apparitions des personnages
- De 1991 à 1992, Christopher Lloyd, Mary Steenburgen et Thomas F. Wilson ont repris leur rôle dans la série Retour vers le futur.
- En 1991, Christopher Lloyd et Thomas F. Wilson ont repris leur rôle pour le court métrage Back to the Future... The Ride pour l'attraction du parc Universal Studios Florida.
- En 2008, Christopher Lloyd a repris son rôle pour le court métrage The Simpsons Ride  pour l'attraction des parcs  Universal Studios Hollywood et Universal Studios Florida.
- De 2010 à 2011, pour Retour vers le futur, le jeu, Michael J. Fox, Christopher Lloyd, Claudia Wells et Thomas F. Wilson ont repris leur rôle.
- En 2014, Christopher Lloyd a repris son rôle du Dr Emmett Brown dans le film Albert à l'ouest de Seth MacFarlane.
- En 2015, pour célébrer les 30 ans de la série, Michael J. Fox et Christopher Lloyd ont repris leur rôle pour un sketch dans l'émission Jimmy Kimmel Live!
- En 2015, Michael J. Fox et Christopher Lloyd ont repris leur rôle pour le jeu vidéo Lego Dimensions.
- En 2015, Christopher Lloyd a repris son rôle dans le court métrage Back to the Future : Doc Brown Saves the World.
- Depuis 2020, la comédie musicale Back to the Future: The Musical reprend l'ensemble des personnages principaux du premier film.
- En 2021, en plus de son propre rôle, Christopher Lloyd a aussi repris son rôle du Dr Emmett Brown dans la série Expedition : Back to the Future.

## Autres
Dans l'épisode 18 de Spin City intitulé "Retour vers le Futur IV" il y a de nombreuses références à la trilogie. Christopher Lloyd apparaît dans cet épisode sous les trait d’Owen Kingston, le mentor de Mike Flaherty interprété par Michael J. Fox. Christopher Lloyd réapparaît en caméo dans son rôle d’Owen dans l’épisode 20 intitulé "Hollywood, Hollywood".

## Jeux vidéo
Les jeux vidéo Retour vers le futur sont principalement des jeux de plateforme qui ne brillent pas par leur qualité, au point que certains ont même été aperçu dans l’émission Joueur du Grenier. Cependant, le jeu narratif point and clic  Retour vers le futur, le jeu, édité par Telltale Games, tire son épingle du jeu grâce à la qualité de sa réalisation.

## Commémoration du trentième anniversaire
Le Grand Rex a organisé, du 21 au 25 octobre 2015, une série de soirées de projection-concert de la trilogie et autres animations pour célébrer le trentième anniversaire du premier épisode et l'avènement du 21 octobre 2015, date du déroulement du deuxième opus.

## Documentaire
- "Retour vers le futur" : voyage dans le temps, American Dream & rock'n'roll, Arte, 2023[3].